# Вандер Венде, Ричард
Ричард Вандер Венде (англ. Richard Vander Wende), также известен как Ричард Ван дер Венде (англ. Richard Van der Wende), — американский графический дизайнер и геймдизайнер, наиболее известный своей работой над мультфильмом Disney 1992 года «Аладдин» и компьютерной игрой компании Cyan Worlds — Riven.

## Карьера
Карьера Вандера Венде началась в студии Industrial Light & Magic (ILM), где он работал над такими проектами как «Внутреннее пространство» (1987) и «Уиллоу» (1988) в качестве концепт-дизайнера. Из-за любви к старым мультфильмам Disney Вандер Венде устроился на работу в студию Walt Disney Feature Animation. Его ранние визуальные разработки для мультфильма «Аладдин» (1992) побудили режиссёров Рона Клементса и Джона Маскера выбрать именно этот вариант сюжета в качестве темы для их следующего мультфильма. В конце концов Вандер Венде стал художником-постановщиком «Аладдина».
После работы в Disney Вандер Венде заинтересовался потенциалом компьютерных игр. После случайной встречи с Робином Миллером он начал работать в компании Cyan (в настоящее время, Cyan Worlds) и со временем стал содиректором и содизайнером компьютерной игры Riven (1997); продолжения Myst (1993). После успешного запуска Riven Вандер Венде покинул Cyan, чтобы заняться другими проектами, прежде чем вернуться в Cyan в 2023 году в качестве руководителя для их предстоящего ремейка Riven.

## Фильмография
| Год  | Фильм                   | Работа                                           | Примечание         |
| ---- | ----------------------- | ------------------------------------------------ | ------------------ |
| 1986 | Говард-утка             | Художник дорисовки: блок визуальных эффектов ILM |                    |
| 1987 | Звёздные туры           | Художник дорисовки: ILM                          | в титрах не указан |
| 1987 | Внутреннее пространство | Дизайнер по концепту: ILM                        |                    |
| 1988 | Уиллоу                  | Художник по концепту                             |                    |
| 1989 | Проблема с животиком    | Художник по фону                                 |                    |
| 1992 | Аладдин                 | Художник-постановщик                             |                    |
| 2008 | Хортон                  | Дополнительный цветовой дизайнер                 |                    |
| 2012 | Джон Картер             | Визуальный разработчик                           | в титрах не указан |